# Libération de Guéret
Seconde Guerre mondiale
Batailles
2e campagne de France
- Corse
- Limousin
- Ain et Haut-Jura
- Les Glières
- Ascq
- Division Brehmer
- Mont Mouchet
- Opérations SAS en Bretagne
- Bataille de Normandie
- Guéret
- Brigade Jesser
- Cornil
- 1er Tulle
- 2e Tulle
- Argenton-sur-Creuse
- Oradour-sur-Glane
- 1er Ussel
- Saint-Marcel
- Saffré
- Mont Gargan
- Vercors
- Penguerec
- Lioran
- Égletons
- 2e Ussel
- Débarquement de Provence
- Port-Cros
- La Ciotat
- Toulon
- Martigues
- Marseille
- Nice
- Rennes
- Saint-Malo
- Brest
- Paris
- Mont-de-Marsan
- Montélimar
- Maillé
- Écueillé
- La Saulx
- Meximieux
- Nancy
- Colonne Elster
- Dunkerque
- Arracourt
- Saint-Nazaire
- Lorient
- Metz
- Royan et de la pointe de Grave
- Campagne de Lorraine
- Colmar

Front d'Europe de l'Ouest
Front d'Europe de l'Est
Campagnes d'Afrique, du Moyen-Orient et de Méditerranée
Bataille de l'Atlantique
Guerre du Pacifique
Guerre sino-japonaise
La ville française de Guéret, selon des sources convergentes, est la première préfecture de France continentale libérée par les forces de la Résistance Intérieure le 7 juin 1944. Après le retour des forces allemandes le 9 juin 1944, la ville doit attendre le 25 août 1944 pour être définitivement libérée.
Pour être tout à fait précis, il convient donc de parler de libération(s) de Guéret, car la ville a bien été libérée deux fois.

## Contexte
La ville de Guéret placée en zone "libre" en 1940, n'est occupée qu'en novembre 1942 après le  débarquement allié en Afrique du nord qui entraîne le déploiement des troupes nazies sur tout le territoire national.

La Creuse est située en zone dite "libre".

### Occupants et collaborateurs

#### La garnison allemande
La présence allemande dans la ville se résume à l'implantation d'un état-major de liaison (EML 896) installé à la Kommandantur, hôtel Saint François, place Bonnyaud, et à une unité de Feldgendarmerie installée dans l'hôtel Auclair, route de Limoges. Ces unités représentent un effectif d'une cinquantaine d'hommes. Cette garnison est en relation avec l'état-major de Clermont-Ferrand à 135 km qui regroupe plusieurs milliers d'hommes. Les villes voisines de Limoges (80 km), Montluçon (60 km) et Moulins (130 km), sont  également le siège d'importantes garnisons allemandes.
Il semble que cette garnison a essentiellement une mission de surveillance. Son commandant, le lieutenant-colonel Biebrecher, est un ancien de la Première Guerre mondiale au cours de laquelle il a été amputé d'une jambe. La gare, la poste et le central téléphonique sont dotés d'une présence permanente d'au moins un soldat allemand. Pour les opérations de répression d'envergure, comme au bois du Thouraud (au sud de Guéret) en septembre 1943, ce sont des unités venues de Limoges qui interviennent.

#### LaMilice

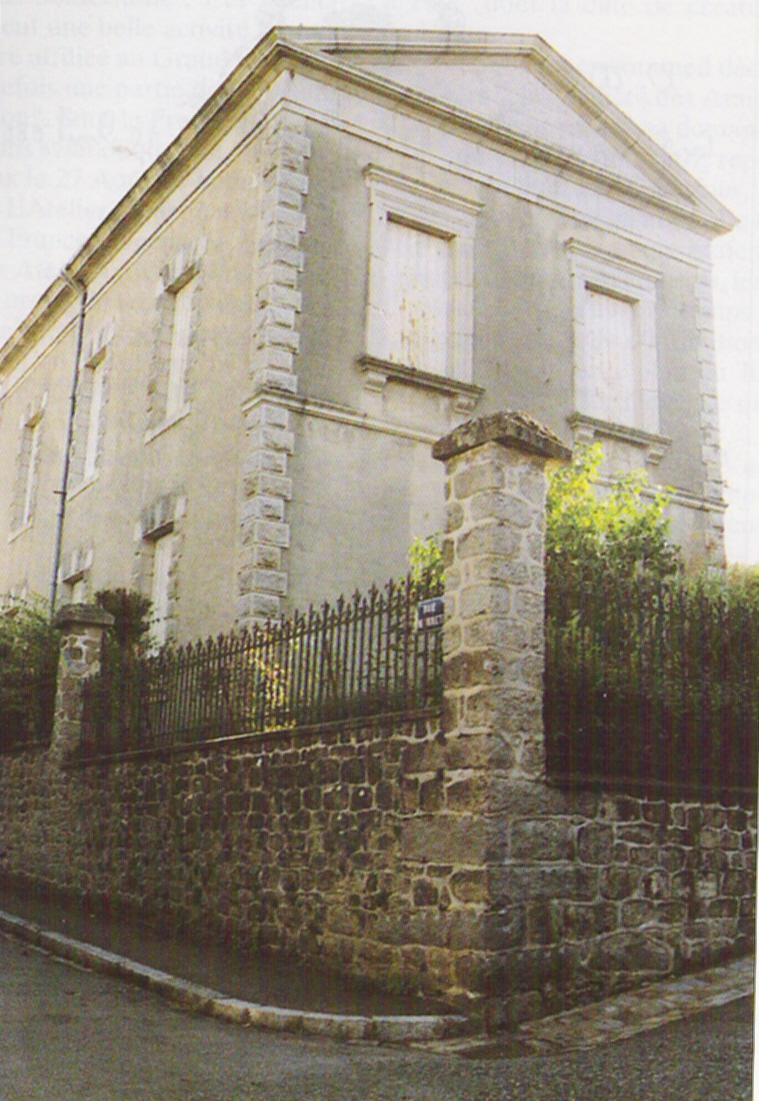
Temple maçonnique de Guéret occupée par la Milice jusqu'en août 1944.

Depuis 1943, la Milice française de Joseph Darnand est implantée comme dans le reste du pays. Dirigée par le commandant Brail, elle regroupe, au niveau départemental, 170 à 250 (les chiffres sont peu précis et les listes nombreuses) hommes et femmes venus de toutes les couches de la population ayant pour beaucoup milité dans les organisations d'extrême droite avant guerre. La Milice dispose d'un état major, d'un service de renseignement et de propagande et d'un local installé rue de la Pépinière, sur les hauteurs de Grancher, dans la loge maçonnique qui est réquisitionnée. À Guéret, une poignée de militants assure la permanence. Plusieurs d'entre eux, engagés dans la Franc-garde participent aux opérations de répression des activités de la Résistance comme celle menée en mars 1944 contre le maquis des Glières en Haute-Savoie. Pour l'essentiel, leurs activités se résument à la propagande, la recherche de renseignements, l'intimidation, ou la recherche d'avantages matériels. Comme l'établissent les rapports des renseignements généraux, la population se montre très défiante à l'égard de la Milice.

#### Les autres organisations

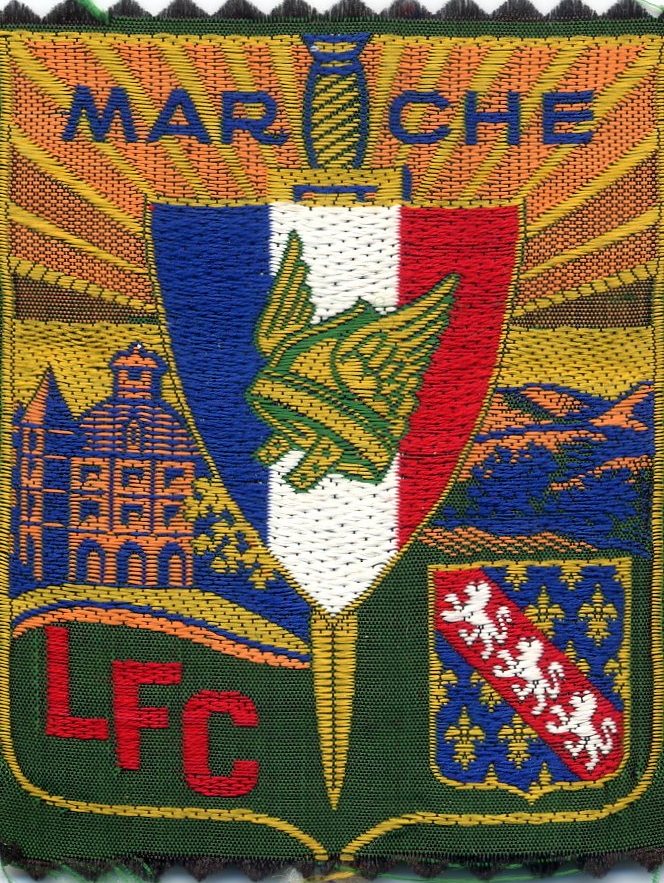
Insigne de la Légion française des combattants de la Creuse (Marche).

Hormis ces deux pôles "armés", il faut compter sur tout un réseau militant d'organisations liées au gouvernement de Vichy qui tente d'encadrer la population. Il y a d'abord la Légion française des combattants. Fondée dès l'avènement du nouveau régime, elle tente d'enrôler les anciens combattants sous la bannière du maréchal Pétain, avec pour objectif la création d'une sorte de parti unique. Elle est dirigée en Creuse, à partir de 1942, par l'ancien député nationaliste d'Aubusson Ernest Sourioux. Sous des aspects un peu folklorique, cette organisation n'en mène pas moins des activités assez sombres, notamment par la rédaction de notes destinées aux autorités. Elle est en particulier systématiquement consultée au sujet de la "loyauté" des fonctionnaires à l'égard du régime de Vichy. Son influence va décroissante au fur et à mesure de l'évolution des situations politique et militaire.
Les partis collaborationnistes, PPF de Jacques Doriot, RNP de Marcel Déat sont également présent notamment à Guéret, et nombre de leurs militants sont membres de la Milice. Enfin, il faut compter avec de nombreux dénonciateurs chroniques ou occasionnels, qui ne manquent pas d'apporter leur aide aux forces de répressions.

### Entre neutralité et Résistance
La Creuse et Guéret se trouvent dans une situation particulière du point de vue de son administration. D'une position globalement légaliste, elle va glisser progressivement vers l'aide à la Résistance, puis à son engagement très net en sa faveur.

#### Administration et police
Comme toutes les préfectures, Guéret est dotée de tous les corps d'État. Placé sous l'autorité d'un préfet, Jacques Henry, très "loyaliste" envers le régime de Vichy, les directives gouvernementales sont d'abord appliquées, par exemple dans le domaine de la politique raciale. La situation évolue nettement après son départ avec l'arrivée du préfet Clément Vasserot jugé plus perméable aux idées de la Résistance, et membre du réseau Ajax.
Le noyautage des administrations publiques (NAP), structuré début 1943 va devenir de plus en plus efficace. Ce service de la Résistance dirigé par Émile Labetoule puis par Albert Fossey, est fortement aidé par les liens qu'il entretient avec le commissaire des renseignements généraux Henry Castaing. Ce dernier, responsable régional du réseau AJAX sous le pseudonyme de Kaolin, a de son côte tissé une "toile" sur l'essentiel des services de sécurité et de l'administration préfectorale. Le service de la main d'œuvre, puis du travail obligatoire (STO) est également infiltré grâce au travail des frères Fossey (Albert et Georges).
Ainsi, à la veille de la première libération de Guéret, c'est véritablement une administration parallèle qui dirige le département. L'encadrement de la préfecture est acquis à la Résistance. Le préfet Vasserot et le secrétaire général André Vy sont membres du réseau AJAX (arrêté André Vy meurt en déportation). Ils sont épaulés par plusieurs cadres comme Guy Beck ou Lucien Fayard. La police, commissariat et renseignement généraux, et la gendarmerie sont également acquis. Enfin, les PTT, la SNCF, les enseignants, sont peuplés d'agents, prêts à l'action, qui fournissent de précieux renseignements.

#### L'école de la garde
La garde fait partie de l'armée d'armistice, mais n'a pas été dissoute en novembre 1942 lors de l'invasion de la zone Sud. Elle a pour mission le maintien de l'ordre et ne doit pas poursuivre d'objectif militaire. Toutes les écoles militaires ayant disparu, il est décidé de créer cette école de la garde.
L'école de la garde créée par le gouvernement de Vichy le 19 octobre 1943, s'est officiellement installée le 1er novembre 1943 à la caserne des Augustines à Guéret, ancien siège d'un régiment d'infanterie, actuelle cité administrative.
Cette école a pour mission la formation d'élèves officiers, d'élèves gradés et de gardes. Les effectifs globaux, à la veille de la Libération, sont d'à peu près 500 hommes. De par sa formation et son équipement, l'école représente la seule unité militaire française d'importance dans le département. Son contrôle représente donc un intérêt stratégique majeur.
L'encadrement de l'école a été depuis longtemps approché par différents responsables de la Résistance locale. Son état d'esprit global est d'ailleurs nettement anti-allemand. Mais, début juin 1944, le corps des officiers est encore divisé. Le commandant de l'école, le colonel Favier, se dit lié par le serment de fidélité fait au maréchal Pétain. Le directeur des études, le commandant Corberand, est favorable au ralliement à la Résistance. Un choix va devoir s'imposer. L'école va être amenée à jouer un rôle très important au cours des mois suivants.

### La Résistance

#### Fondations
La Résistance creusoise, comme dans la plupart des départements, s'est constituée progressivement en regroupant par agrégations successives différents groupes constitués par affinité. De très nombreuses actions individuelles ont également signalé l'hostilité envers le régime de Vichy puis de l'occupant. On peut par exemple signaler la démission de Camille Benassy (premier député SFIO de la Creuse) de sa fonction de maire d'Aubusson en guise de protestation.
À Aubusson justement, dès l'automne 1940, un groupe constitué de militants communistes, socialistes ou radicaux comme Auguste Chambonnet, se réunit autour de Jules Fourrier pour constituer l'embryon de ce qui sera le groupe Libération-Sud de la ville. Au cours de l'année 1942, des réunions informelles conduisent à la constitution d'une organisation à Guéret autour de Roger Cerclier, instituteur socialiste et franc-maçon, révoqué par les autorités de Vichy. Ce groupe est constitué pour l'essentiel d'enseignants, pour certains révoqués, socialistes, syndicalistes et francs-maçons. La plupart sont officiers de réserve. Ce groupe fournira l'essentiel des cadres de Libération-sud en Creuse. Les contacts, même avec l'extérieur de département, sont souvent le fruit d'actes individuels. C'est ainsi qu'Albert Fossey adhère en novembre 1941 à Libération-Sud. les autres mouvements de Résistance, Franc-Tireur et Combat sont également présents, mais dans une moindre mesure.
La mouvance communiste est également active dès 1940 avec des actions menées à Guéret avec Eugène France, mais également dans les principales villes du département. L'internement de nombreux militants, comme Albert Coucaud, et le flottement des directives nationales, limitent l'ampleur des actions qui s'intensifient en 1941. Les FTP et le mouvement Front national se développent alors considérablement.
Il faut enfin compter sur les différents réseaux. Ajax est très présent, notamment par son influence dans l'administration grâce à l'action d'Henry Castaing. Alliance est également implanté. Son chef départemental est maître Nouguès, avocat guérétois. Les réseaux "métiers" (PTT, Fer) sont également présents et participent aux activités de résistance.

#### Consolidation

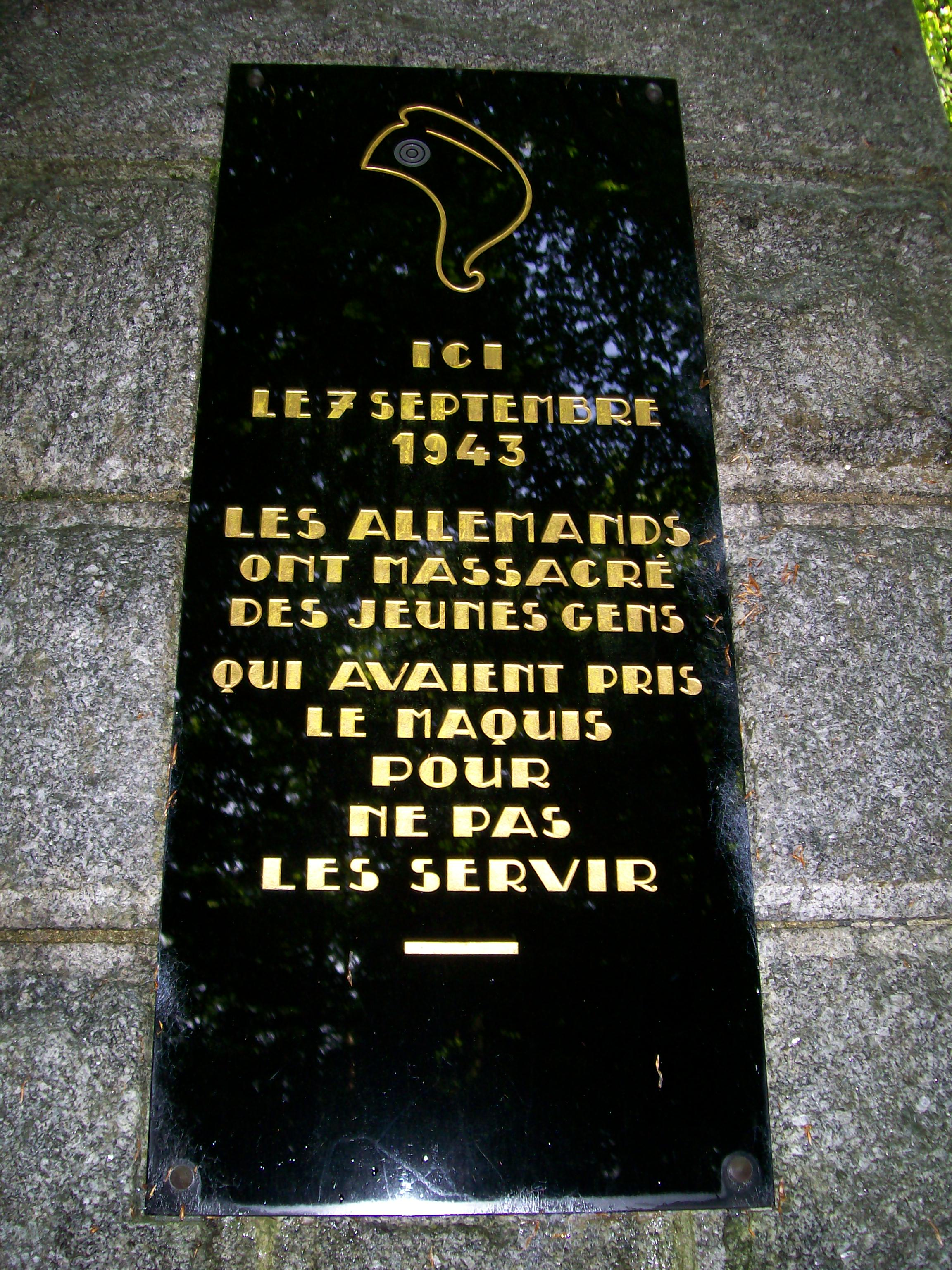
Détail du monument commémoratif du Massacre du bois du Thouraud.

Comme au niveau national, les mouvements de Résistance non communistes sont regroupés en mars 1943 pour donner naissance aux Mouvements unis de la Résistance (MUR). Libération-sud étant le mouvement le plus présent (une centaine de militants) et le plus actif, c'est Roger Cerclier alias Jean-Pierre qui est désigné chef départemental. Albert Fossey alias François est son adjoint. Elie Piron alias Rose, autre instituteur, est chargé d'organiser l'Armée secrète (AS).
Pour faire face à l'arrivée de nombreux jeunes qui souhaitent échapper au Service du travail obligatoire, les organisations de Résistance doivent s'organiser. AS et FTP créent des camps pour accueillir l'afflux de nouvelles recrues qui se répartissent un peu de façon aléatoire entre les différents mouvements. L'AS crée un service maquis qui est confié à Marcel Fleisser. Après son arrestation et sa déportation en décembre 1943, Albert Fossey-François est chargé d'exercer ses fonctions.
Ces regroupements de jeunes gens ne manquent pas d'attirer l'attention de quelques informateurs et donc des autorités. Au cours du second semestre 1943, la Creuse connait donc ses deux premières opérations de répression importantes. Le 19 août, un maquis constitué à Montaudre, près de Saint-Pierre-de-Fursac, encadré par des militants communistes, est attaqué par un groupe mobile de réserve (GMR). Six maquisards sont arrêtés puis déportés. Deux n'en reviendront pas. Le 7 septembre, c'est un maquis constitué en liaison avec le mouvement Ceux de la Résistance, basé au Bois du Thouraud, au sud de Guéret, qui est attaqué par une unité allemande venue de Limoges. Sept jeunes sont tués. Six autres sont déportés. Trois d'entre eux ne survivront pas.
Les moyens matériels, notamment en termes d'armement, sont assez maigres. Le premier parachutage intervient le 21 avril 1943, sur la commune de Naillat. Il est supervisé par une équipe du SOE et le matériel est octroyé aux maquis FTP. Par la suite, la mise en place du Centre d'Organisation des Parachutages et Atterrissages (COPA) et de responsables locaux, permet l'aménagement de terrains qui facilitent les livraisons qui s'intensifient début 1944.

## La première Libération

### Une journée particulière
Le 7juin à 5 heures 30, à la suite de la nouvelle du débarquement en Normandie, les FFI de la Creuse, attaquent les forces allemandes à Guéret. Ils sont  rapidement rejoints par les cadres et les élèves de l’école de la Garde et trois escadrons du 5e régiment de la Garde. Les combats se déroulent toute la matinée jusqu'en début d'après-midi. La Feldkommandantur, la Feldgendarmerie et la milice de Vichy sont mises hors de combat ou faits prisonniers.